# Cryptotomus roseus
Cryptotomus roseus es una especie de peces de la familia Scaridae en el orden de los Perciformes.

## Morfología
• Los machos pueden llegar alcanzar los 13 cm de longitud total.

## Distribución geográfica
Se encuentra desde Bermuda, Florida (Estados Unidos) y Bahamas hasta el Brasil.